# Formazione Maevarano
La Formazione Maevarano è una formazione geologica situata nella Provincia di Mahajanga, in Madagascar, Africa e risalente al Cretaceo superiore, 70-65.8 milioni di anni fa (Maastrichtiano). Questa formazione mostra che l'ambiente del Madagascar del Cretaceo superiore aveva un clima che comprendeva stagioni aride e secche seguite da stagioni delle piogge abbondanti. Tra gli animali più famosi rinvenuti all'interno della formazione vi sono il dinosauro teropode Majungasaurus, il primitivo uccello Vorona, il dromaeosauride volante Rahonavis, il sauropode titanosauro Rapetosaurus e la rana gigante Beelzebufo.

## Paleoambiente
Nella sua epoca la Formazione Maevarano era costituita da una pianura alluvionale, che nel tempo fu ricoperta dal mare durante varie trasgressioni marine. Dagli altopiani centrali scorrevano a valle vari fiumi e torrenti; la presenza di colate di detriti suggerisce che gli scarichi dei fiumi variavano notevolmente, con periodi di flusso d'acqua diluita, e periodi di rapida erosione dei sedimenti nei canali. La terra di questa formazione è rossastra e comprende vari calchi di radici. Altri sedimenti indicano che le pianure alluvionali erano ben drenate e la zona era occupata da un'abbondante vegetazione dal clima relativamente secco, fortemente stagionale (con stagioni aride e di pioggia) e, a volte semiaride (non diversamente dall'attuale clima del Madagascar).

## Flora e Fauna della Formazione Maevarano
Gli animali ritrovati nella formazione includono rane (tra cui la Beelzebufo), tartarughe, serpenti, lucertole, almeno sette specie di crocodyliformi (comprese le specie Mahajangasuchus e Miadanasuchus), il teropode abelisauride Majungasaurus, il noasauride Masiakasaurus, due generi di sauropode titanosauro (Rapetosaurus ed una seconda specie senza nome), e almeno cinque specie di uccelli e dinosauri piumati, tra cui il Rahonavis. Con i suoi 6-7 metri di lunghezza, il Majungasaurus era con tutta probabilità il superpredatore del suo habitat. In acqua invece regnavano i crocodyliformi, abbondanti e diversificati.

### Invertebrati
| Invertebrati   | Invertebrati      | Invertebrati | Invertebrati            | Invertebrati                               | Invertebrati                                                                                        | Invertebrati |
| Genere         | Specie            | Locazione    | Posizione stratigrafica | Materiale                                  | Note                                                                                                | Immagine     |
| -------------- | ----------------- | ------------ | ----------------------- | ------------------------------------------ | --------------------------------------------------------------------------------------------------- | ------------ |
| Cubiculum      | C. ornatus        |              |                         | Camere ovoidali nelle ossa dei dinosauri   | Una traccia fossile, probabilmente camere pupali di coleotteri necrofagi                            |              |
| Ethmosestheria | E. mahajangaensis |              | Membro Anembalemba      |                                            | Una specie di vongola antronstheriide                                                               |              |
| Osteocallis    | O. mandibulus     |              |                         | Scanalature curve nelle ossa dei dinosauri | Una traccia fossile, probabilmente segni di alimentazione di un insetto simile al Cubiculum ornatus |              |

### Pesci

#### Pesci ossei
| Pesci ossei          | Pesci ossei | Pesci ossei | Pesci ossei                   | Pesci ossei | Pesci ossei                      | Pesci ossei |
| Taxon                | Specie      | Locazione   | Posizione stratigrafica       | Materiale | Note                             | Immagine    |
| -------------------- | ----------- | ----------- | ----------------------------- | --- | -------------------------------- | ----------- |
| Albula               | A. sp.      |             |                               | Placche dentarie e fauci | Una specie di pesce osseo        |             |
| Characiformes indet. |             |             |                               | Mascella parziale |                                  |             |
| Coelodus             | C. sp.      |             |                               | Una piastra dentaria | Una specie di pesce picnodontide |             |
| Cypriniformes?       |             |             |                               | |                                  |             |
| Dipnoi indet.        |             |             | Membri Masorobe e Anembalemba | Tane |                                  |             |
| Egertonia            | E. sp.      |             |                               | Piastre dentarie parziali |                                  |             |
| Enchodus             | E. sp.      |             |                               | Denti |                                  |             |
| Lepisosteus          | L. sp.      |             |                               | Squame, raggi delle pinne, denti, vertebre, ossa del cranio                                                                                 | Un tipo di luccio                |             |
| Paralbula            | P. sp.      |             | Membro Lac Kinkony            | Piastre dentarie parziali | Una specie di pesce osseo        |             |
| Sciaenidae indet.    |             |             |                               | | Una specie di ombrina            |             |
| Siluriformes indet.  |             |             |                               | Vertebre | Un tipo di pesce gatto           |             |
| Vango                | V. fahiny   |             | Membro Lac Kinkony            | Il materiale di riferimento è hyomandibulae, sebbene altri resti parziali di gonorynchiformi appartengano probabilmente anche a questo taxa | Un pesce gonorynchiformes        |             |

### Anfibi
| Anfibi     | Anfibi             | Anfibi            | Anfibi                  | Anfibi    | Anfibi          | Anfibi   |
| Genere     | Specie             | Locazione         | Posizione stratigrafica | Materiale | Note            | Immagine |
| ---------- | ------------------ | ----------------- | ----------------------- | --------- | --------------- | -------- |
| Beelzebufo | Beelzebufo ampinga | Località MAD98-25 |                         |           | Una grande rana |          |

### Dinosauri
All'interno della formazione sono stati ritrovati numerosi fossili tuttora rimasti indeterminati, tra questi vi sono resti di lithostroti indeterminati precedentemente attribuiti a Titanosauridae, e forme di lithostroti ancora non descritte. La formazione presenta una ricca avifauna fossile con diversi taxa non descritti, tra cui enantiorniti pengornithidi e presunti omnivoropterigidi.

#### Ornitischia
| Ornitischi della Formazione Maevarano | Ornitischi della Formazione Maevarano | Ornitischi della Formazione Maevarano | Ornitischi della Formazione Maevarano | Ornitischi della Formazione Maevarano | Ornitischi della Formazione Maevarano | Ornitischi della Formazione Maevarano |
| Genere                                | Specie                                | Locazione                             | Posizione stratigrafica               | Materiale                             | Note                                  | Immagine                              |
| ------------------------------------- | ------------------------------------- | ------------------------------------- | ------------------------------------- | ------------------------------------- | ------------------------------------- | ------------------------------------- |
| Stegosaurus                           | S. madagascariensis                   |                                       |                                       | "Denti"                               | Un tyreophoro indeterminato           |                                       |

#### Sauropodi
| Sauropodi della Formazione Maevarano | Sauropodi della Formazione Maevarano | Sauropodi della Formazione Maevarano | Sauropodi della Formazione Maevarano | Sauropodi della Formazione Maevarano               | Sauropodi della Formazione Maevarano | Sauropodi della Formazione Maevarano |
| Genere                               | Specie                               | Locazione                            | Posizione stratigrafica              | Materiale                                          | Note                                 | Immagine                             |
| ------------------------------------ | ------------------------------------ | ------------------------------------ | ------------------------------------ | -------------------------------------------------- | ------------------------------------ | ------------------------------------ |
| Rapetosaurus                         | R. krausei                           |                                      |                                      | "[Tre] crani, almeno [uno] scheletro postcranico." | Un titanosauro                       |                                      |
| Titanosaurus                         | T. madagascariensis                  |                                      |                                      |                                                    |                                      |                                      |
| Vahiny                               | V. depereti                          |                                      |                                      | "Scatola cranica parziale"                         | Un titanosauro                       |                                      |

#### Teropodi
| Teropodi della Formazione Maevarano | Teropodi della Formazione Maevarano | Teropodi della Formazione Maevarano | Teropodi della Formazione Maevarano | Teropodi della Formazione Maevarano                                           | Teropodi della Formazione Maevarano               | Teropodi della Formazione Maevarano |
| Genere                              | Specie                              | Locazione                           | Posizione stratigrafica             | Materiale                                                                     | Note                                              | Immagine                            |
| ----------------------------------- | ----------------------------------- | ----------------------------------- | ----------------------------------- | ----------------------------------------------------------------------------- | ------------------------------------------------- | ----------------------------------- |
| Falcatakely                         | F. forsterae                        |                                     |                                     | "Cranio parziale"                                                             | Un membro di Enantiornithes                       |                                     |
| Majungasaurus                       | M. crenatissimus                    |                                     |                                     | "Resti sparsi che portano alla quasi totalità dell'animale."                  | Un abelisauro                                     |                                     |
| Masiakasaurus                       | M. knopfleri                        |                                     |                                     | "Resti disarticolati di almeno 6 individui", così come altri fossili isolati" | Un noasauride                                     |                                     |
| Rahonavis                           | R. ostromi                          |                                     |                                     | "Scheletro postcranico parziale"                                              | Un paraviano di collocazione filogenetica incerta |                                     |
| Vorona                              | V. berivotrensis                    |                                     |                                     | "Arti posteriori parziali"                                                    | Un ornituromorfo                                  |                                     |

### Crocodylomorpha
| Crocodylomorfi  | Crocodylomorfi    | Crocodylomorfi | Crocodylomorfi          | Crocodylomorfi                                                         | Crocodylomorfi                                               | Crocodylomorfi |
| Genere          | Specie            | Locazione      | Posizione stratigrafica | Materiale                                                              | Note                                                         | Immagine       |
| --------------- | ----------------- | -------------- | ----------------------- | ---------------------------------------------------------------------- | ------------------------------------------------------------ | -------------- |
| Mahajangasuchus | M. insignis       |                |                         | Scheletro postcranico disarticolato, multipli resti cranici            | Un mahajangasuchide                                          |                |
| Miadanasuchus   | M. oblita         |                |                         |                                                                        | Un peirosauride. Formalmente noto come Trematochampsa oblita |                |
| Simosuchus      | S. clarki         |                |                         | Più esemplari che rappresentano la maggior parte dello scheletro       | Uno ziphosuco                                                |                |
| Araripesuchus   | A. tsangatsangana |                | Membro Anembalemba      | Multipli esemplari tra cui diversi crani e un esemplare quasi completo | Un notosuco                                                  |                |

### Squamati
| Squamati    | Squamati            | Squamati  | Squamati                | Squamati                        | Squamati                 | Squamati |
| Genere      | Specie              | Locazione | Posizione stratigrafica | Materiale                       | Note                     | Immagine |
| ----------- | ------------------- | --------- | ----------------------- | ------------------------------- | ------------------------ | -------- |
| Adinophis   | A. fisaka           |           |                         |                                 | Un serpente madtsoiide   |          |
| Indophis    | I. fanambinana      |           |                         |                                 | Un serpente nigerophiide |          |
| Kelyophis   | K. hechti           |           |                         |                                 | Un serpente nigerophiide |          |
| Konkasaurus | K. mahalana         |           |                         |                                 | Una lucertola cordylide  |          |
| Madtsoia    | M. madagascariensis |           |                         |                                 | Un serpente madtsoiide   |          |
| Menarana    | M. nosymena         |           |                         | Frammenti di vertebre e costole | Un serpente madtsoiide   |          |

### Tartarughe
| Tartarughe    | Tartarughe     | Tartarughe | Tartarughe              | Tartarughe | Tartarughe                              | Tartarughe |
| Genere        | Specie         | Locazione  | Posizione stratigrafica | Materiale  | Note                                    | Immagine   |
| ------------- | -------------- | ---------- | ----------------------- | ---------- | --------------------------------------- | ---------- |
| Kinkonychelys | K. rogersi     |            |                         |            | Una tartaruga lungocollo                |            |
| Sahonachelys  | S. mailakavava |            |                         |            | Una tartaruga lungocollo sahonachelyide |            |
| Sokatra       | S. antitra     |            |                         |            | Una tartaruga lungocollo sahonachelyide |            |

### Mammiferi
Resti di mammiferi dalla formazione includono un gondwanatherio non descritto, un dente rotto (esemplare UA 8699) interpretato sia come un metaterio che come un euterio, un frammento di dente di un multitubercolato non-gondwanatherio, un femore di un multitubercolato non-gondwanathere, e un mammifero non ancora descritto noto per uno scheletro articolato. Alcuni taxa sono erbivori particolarmente grandi, esemplificando la diversità dei mammiferi mesozoici.
| Mammiferi    | Mammiferi   | Mammiferi | Mammiferi               | Mammiferi | Mammiferi         | Mammiferi |
| Genere       | Specie      | Locazione | Posizione stratigrafica | Materiale | Note              | Immagine  |
| ------------ | ----------- | --------- | ----------------------- | --------- | ----------------- | --------- |
| Adalatherium | A. hui      |           |                         |           | Un gondwanatherio |           |
| Lavanify     | L. miolaka  |           |                         | Denti     | Un gondwanatherio |           |
| Vintana      | V. sertichi |           |                         |           | Un gondwanatherio |           |